# Neskowin Creek
Neskowin Creek – strumień w Oregonie w Stanach Zjednoczonych.
Źródło rzeczy znajduje się na zboczach Neskowin Ridge w Oregon Coast Range, na wysokości około 425 m n.p.m. Powierzchnia dorzecza wynosi 31 km². Uchodzi do Oceanu Spokojnego. Przy ujściu strumienia znajduje się charakterystyczna wyspa Proposal Rock.
Dawniej Neskowin Creek był nazywany Slab Creek ze względu na belki drewna z wraków statków znajdujące się na plaży w pobliżu ujścia. Nazwa miasta pochodzi od nazwy własnej plemienia Indian Nestucca, części ludu Tillamook.